# Kálnica
Kálnica és un poble i municipi d'Eslovàquia que es troba a la regió de Trenčín.

## Història
La primera menció escrita de la vila es remunta al 1396.

## Demografia
| Godina             | 1994 | 2004   | 2014   | 2024   |
| ------------------ | ---- | ------ | ------ | ------ |
| Nombre de persones | 986  | 1047   | 1033   | 995    |
| Diferència         |      | +6,18% | −1,33% | −3,67% |

| Godina             | 2023 | 2024   |
| ------------------ | ---- | ------ |
| Nombre de persones | 1006 | 995    |
| Diferència         |      | −1,09% |